# Масловский, Эдуард Иванович
Эдуард Иванович Масловский (25 августа 1934, Хотимск, Белорусская ССР) — советский футболист, защитник, тренер. Мастер спорта СССР.

## Биография
Воспитанник школы «Локомотив» Станислав, тренер Владимир Григорьевич Брындзей. Начинал играть за «Локомотив» (1952—1954), сборную Прикарпатского военного округа (1954—1956). Карьеру в командах мастеров провёл в армейских клубах Львова (1956—1959) и Одессы (1960—1966). В первой группе класса «А» в 1965—1966 годах сыграл 19 матчей. Полуфиналист Кубка СССР 1959/60.
Работал тренером в «Буковине» Черновцы (1971, 1972—1973), старшим тренером (1970, 1982, 1987—1989) и тренером (1971, 1979—1981, 1983—1986) в СКА Одесса, старшим тренером в клубах КФК Николаевской области из Первомайска и Вознесенска. Работал в ДЮСШ СКА Одесса, среди воспитанников — Игорь Беланов.